# Staatliche Akademische Kapelle St. Petersburg

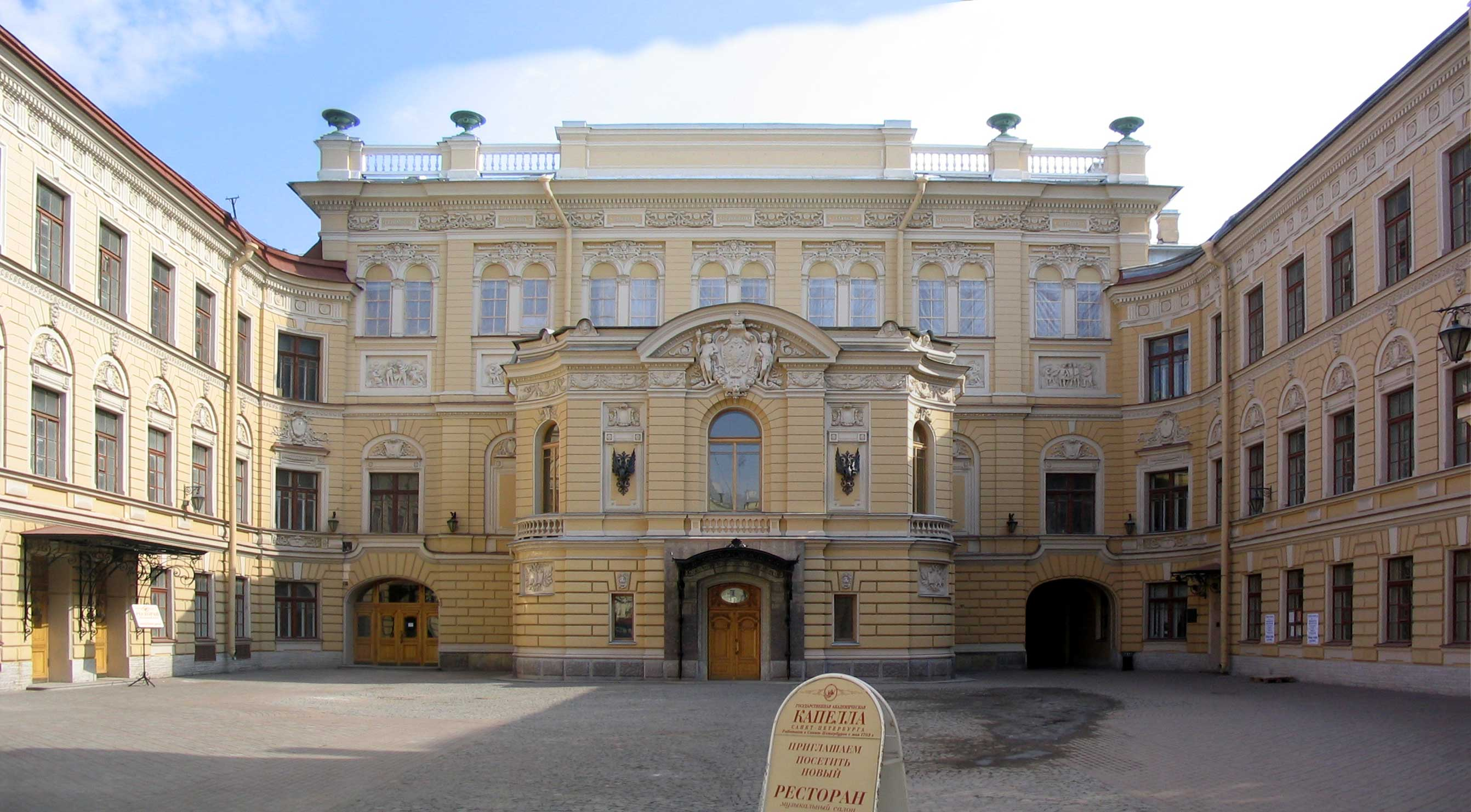
Fassade der Konzerthalle der Glinka-Kapelle

Die Staatliche Akademische Kapelle St. Petersburg (russisch Государственная академическая капелла Санкт-Петербурга / Gossudarstwennaja akademitscheskaja kapella Sankt-Peterburga, wiss. Transliteration Gosudarstvennaja akademičeskaja kapella Sankt-Peterburga) war früher die Kaiserliche Hofkapelle, heute ist es die Akademische Glinka-Kapelle.
Es ist die älteste aktive russische professionelle Musikinstitution. Sie hat ihren Sitz in der Stadt Sankt Petersburg. Die Institution besteht aus dem ältesten professionellen Chor des Landes, einem Symphonieorchester und einem eigenen Konzertsaal.
Diese Kantorei, die ständig am Hofgottesdienst teilnahm, existierte über 400 Jahre lang. Sie wurde im Laufe ihrer Geschichte mehrmals reorganisiert und umbenannt, zuletzt als Petersburger Kaiserliche Hofkapelle bis 1917, wo sie mit der Tradition des Kirchengesanges brach, ihre Struktur völlig veränderte und zu einem weltlichen Chor umorganisiert wurde.
Der Chor wurde 1479 auf Befehl von Zar Iwans III. in Moskau gegründet. 1703 zog die Institution auf Befehl Peters des Großen nach St. Petersburg.
Die Kapelle steht in Verbindung mit Persönlichkeiten wie Dmitri Bortnjanski (1751–1825), Maxim Beresowski, Michail Glinka, Nikolai Rimski-Korsakow und Anatoli Ljadow.
Neben Bortnjanski, dem „wichtigsten und auch letzten Vertreter des italienischen Stils im russischen Kirchengesangs“, war es auch die Wirkungsstätte von Turtschaninow, Lwow, und Bachmetew.
Der russischen Musikverleger Peter Jürgenson gewann einen Rechtsstreit gegen die orthodoxe Kirche, womit es fortan erlaubt war, geistliche Werke auch anderswo zu drucken. Tschaikowski schrieb darüber an Frau von Meck: „Heute früh fand ich auf meinem Tisch ein Telegramm von Jurgenson, in welchem er mir mitteilt, dass er den Prozess gegen den Direktor der Hofkapelle Bachmetew gewonnen hat [...]“

## Verschiedenes
Es hatte auch eine pädagogische Musikhochschule, die derzeit unabhängig von der Hofkapelle ist.